# 요시무라 도시히로
요시무라 도시히로(일본어: 吉村 寿洋, 1971년 6월 28일 ~ )는 일본의 전 축구 선수이다.

## 구단 경력
1990년 일본 사커 리그의 야마하 발동기(주빌로 이와타)에 입단했다. 1995년 재팬 풋볼 리그의 비셀 고베로 이적했다. 1996년 재팬 풋볼 리그 준우승으로 J1리그로 승격했다. 1998년 재팬 풋볼 리그의 오이타 트리니티(오이타 트리니타)로 이적했다. 1999년 J2리그로 승격했다. 2001년까지 125경기에 출전하여, 2득점을 넣었다. 2001년후 현역 은퇴.